# Acalypha caperonioides
Acalypha caperonioides é uma espécie de flor do gênero Acalypha, pertencente à família Euphorbiaceae.